# アレキナイ川
アレキナイ川は、北海道東部の川上郡標茶町を流れる一級河川。釧路川水系釧路川の支流である。阿歴内川という漢字をあてることもある。

## 地理
北海道川上郡標茶町南端に源を発し、阿歴内地区を北に流れる。塘路湖に注ぎ、標茶町字オソツベツ原野で釧路川に合流する。釧路川が大雨等で増水し、塘路湖の湖面より水位が上る場合に逆流することもある。標茶町字塘路原野付近より下流は釧路湿原国立公園に指定されておりタンチョウも生息する。

## 名称の由来
アイヌ語由来と考えられるが、語義は忘れられている。
考えられている語義としては「アㇽキナイ（arki-nay）」（来る・川）、「アㇽケナイ（arke-nay）」（片一方の・川）、「ハㇽキナイ（harki-nay）」（左・川）、「チアレクナイ（ci-are-ku-nay）」（我ら・置く・弓〔=仕掛け弓〕・川）などがある。